# St. Lucia (Harsewinkel)
St. Lucia ist die katholische Pfarrkirche im ostwestfälischen Harsewinkel in Nordrhein-Westfalen, Deutschland.

## Geschichte

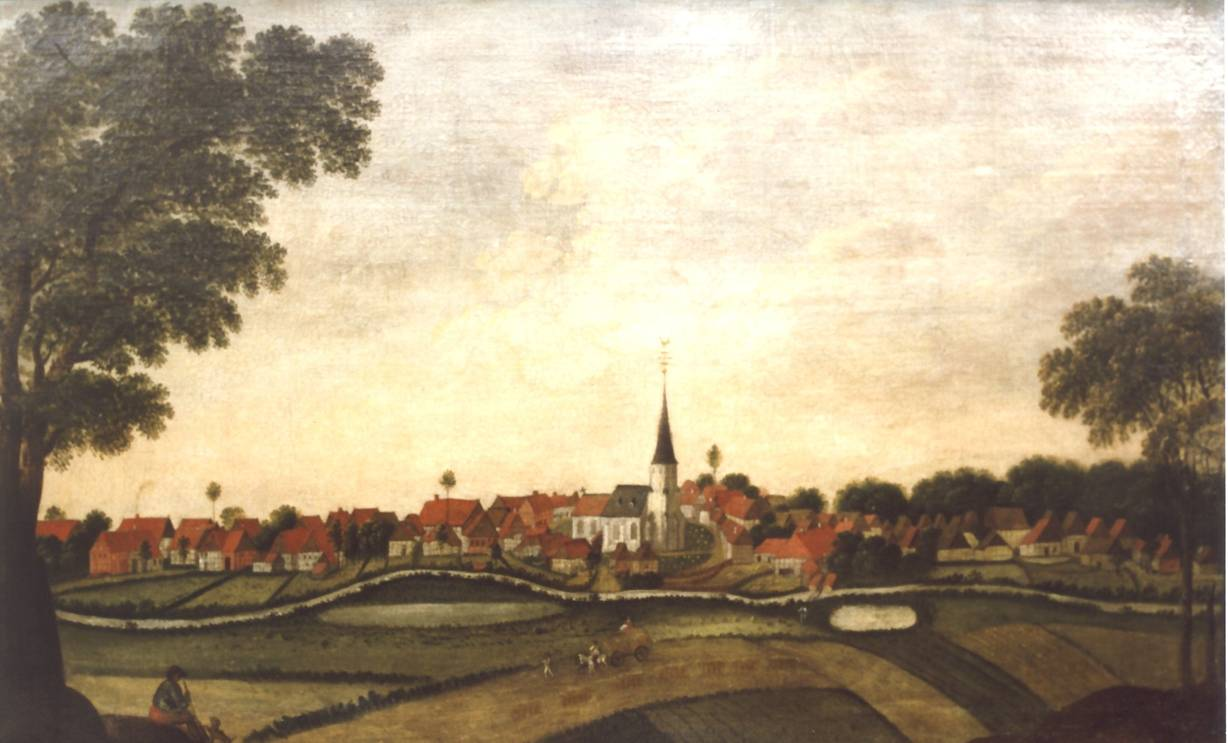
Harsewinkel mit der St.-Lucia-Kirche nach dem Brand 1683

Die Kirche von Harsewinkel wurde erstmals um 1050 in einer Urkunde des Klosters Freckenhorst als Haswinklia erwähnt. Man nimmt an, dass im 9. Jahrhundert die Kirche St. Lucia in Harsewinkel entstanden ist. Sie befand sich demnach im Nordosten des Missionsbezirks Liudgers von Münster auf dem Haupthof des Bischofs, dem späteren Richterhof. Sie soll zur Kirche in Warendorf gehört haben. Dafür spricht auch das Patrozinium St. Lucia.
Das zugehörige Kirchspiel erstreckte sich auf das Siedlungsgebiet der Senne zwischen Teutoburger Wald und der Lutter, Isselhorst bis zur Grenze nach Wiedenbrück. 1042/1063 schenkte Bischof Rudbert den Haupthof Greffen an das münsterische Domkapitel. Anfang des 12. Jahrhunderts wurde in der Bauerschaft Hundingen, dem späteren Marienfeld die Wadenhart-Kapelle errichtet, welche zu St. Lucia gehörte. 1134 übertrug Bischof Werner die Kapelle an das Kloster Liesborn. 1176 wurde der Haupthof Greffen durch den Domdechanten von Münster verwaltet. Für das 12. Jahrhundert wird die Errichtung der Eigenkirche des Domdechanten in Greffen, St. Johannes der Täufer, angenommen.
Zur Gründung des Klosters Marienfeld im Jahr 1185 schenkten Widukind von Rheda und Fürstbischof Hermann II. die Kirche in Harsewinkel mit dem Haupthof an das Kloster. Die Wadenhart-Kapelle in Hundingen wurde in das Kloster inkorporiert. Die Kapellengemeinde der Bauerschaften Oester und Remse wurde nach Harsewinkel verwiesen. Das Kloster erhielt auch die Margarethenkapelle in Isselhorst. Das Archidiakonat Harsewinkel umfasste die Mutterpfarre St. Lucia und die beiden Kapellen und wurde an das Kloster übertragen. Am 2. November 1186 nahmen zwölf Mönche aus Hardehausen mit ihrem Abt Eggehardus das klösterliche Leben in Marienfeld auf.
Zunächst übte der Konvent die Seelsorge in St. Lucia nicht selbst aus, sondern berief Weltgeistliche für die Dechant- und Kaplanstelle in Harsewinkel. Ab 1229 nannte sich der Pfarrer Dechant; im Jahr 1249 war die Kirche in Harsewinkel Mutterpfarre der Tochterkirchen in Isselhorst und Greffen und war Archidiakonat.
Durch eine Bulle von Papst Leo X., die am 2. Juli 1515 in Rom ausgestellt wurde, wurde die Harsewinkler Kirche rechtlich in das Kloster inkorporiert. In einem feierlichen Akt am Sonntag, dem 23. September 1515, bevollmächtigten Abt, Prior, Senior und Spitalmeister des Klosters den Marienfelder Kellner Heinrich zum Wyle, sowie die Pfarrer Johann Saelwyde (Greffen) und Ludolf Steynbicker (Harsewinkel), von der Harsewinkler Pfarrei Besitz zu ergreifen. Danach wurden die Dechant-, Kaplan- und Pfarrerstellen in Harsewinkel bis zur Auflösung des Klosters mit Mönchen aus Marienfeld besetzt.
Die Bürger von Harsewinkel waren Eigenbehörige des Klosters Marienfeld. Seit dem 17. Jahrhundert kam es deshalb oft zu Auseinandersetzungen der Einwohner und dem Kloster. Am 14. Juli 1633 stürmten die Einwohner das Kloster, läuteten die Sturmglocke und setzten den Bürgermeister, den der Abt eingesetzt hatte ab. Sie selbst setzten Hermann Krahmer und Johann tor Brüggen als seine Nachfolger ein. Abt Requinus Runde beendete diesen Aufstand wieder. Erst durch einen Vergleich des Abtes Arnoldus Detten und des Priors Benediktus Hannasch mit den Bewohnern des Wigboldes Harsewinkels am 29. November 1770 wurden die Einwohner des Harsewinkels zum Jahr 1771 aus der Eigenbehörigkeit entlassen.
1803 wurde das Kloster Marienfeld durch den Reichsdeputationshauptschluss aufgehoben. Für die Pfarrgemeinde Harsewinkel bedeutete dies den Wiederbeginn der Eigenständigkeit. Zum 1. Januar 1804 wurde Harsewinkel aus dem Amt Sassenberg entlassen und ein eigener Bürgermeistereibezirk eingerichtet. Hierzu gehörten die Stadt und das Kirchspiel Harsewinkel. Letzteres umfasste die Bauerschaften Überems, Rheda, Beller, Remse und Oester. Dechant blieb der 1800 eingesetzte Paul Friedrich Ferdinand von Hatzfeld, Bruder des letzten Marienfelder Abtes Petrus von Hatzfeld. Nach dessen Tod 1805 folgten noch zwei weitere Mönche des Klosters: Stephan Wedewer von 1806 bis 1810 und Anton Bitter von 1811 bis 1813. Die Kaplanei wurde vom Mönch Bernhard Bispinck durchgehend von 1801 bis 1821 verwaltet.
Zu Beginn der 1960er Jahre wuchs die Zahl der katholischen Gemeindemitglieder in Harsewinkel stark an, so dass erste Überlegungen angestellt wurde, eine zweite Pfarrei in Harsewinkel zu errichten. Am 14. Oktober 1965 beschloss der Kirchenvorstand St. Lucia unter Vorsitz von Dechant Markforth die Errichtung einer zweiten Pfarrei. Am 18. Dezember 1965 schloss sich das Bischöfliche Generalvikariat dem Beschluss an. Kaplan Karl-Gerd Haggeney wurde mit dem Auftrag, die neue Pfarrei zu gründen, nach Harsewinkel versetzt. Am 24. Juli 1966 konnte der Grundstein der neuen St.-Paulus-Kirche in Harsewinkel durch den Dompropst Clemens Echelmeyer gelegt werden. Am 9. November 1967 weihte Weihbischof Heinrich Tenhumberg die neue Kirche und die Paulus-Gemeinde wurde ein selbstständiges Pfarrrektorat. Am 15. Februar 1968 erfolgte die Erhebung zur Pfarrei, am 17. März des Jahres wurde Haggeney als erster Pfarrer eingeführt.
Zum 27. April 2014 hob Bischof Felix Genn die vier eigenständigen Pfarrgemeinden in Harsewinkel auf und errichtete auf deren Gebiet eine neue Pfarrei. Pfarrkirche wurde St. Lucia; die anderen drei wurden zu Filialkirchen erhoben.

### Baugeschichte
Um 1200 wurde eine romanische Saalkirche in Harsewinkel errichtet. Die Kirche hatte einen Westturm; die Bestattungen konnten auf dem umgebenden Kirchhof vorgenommen werden.

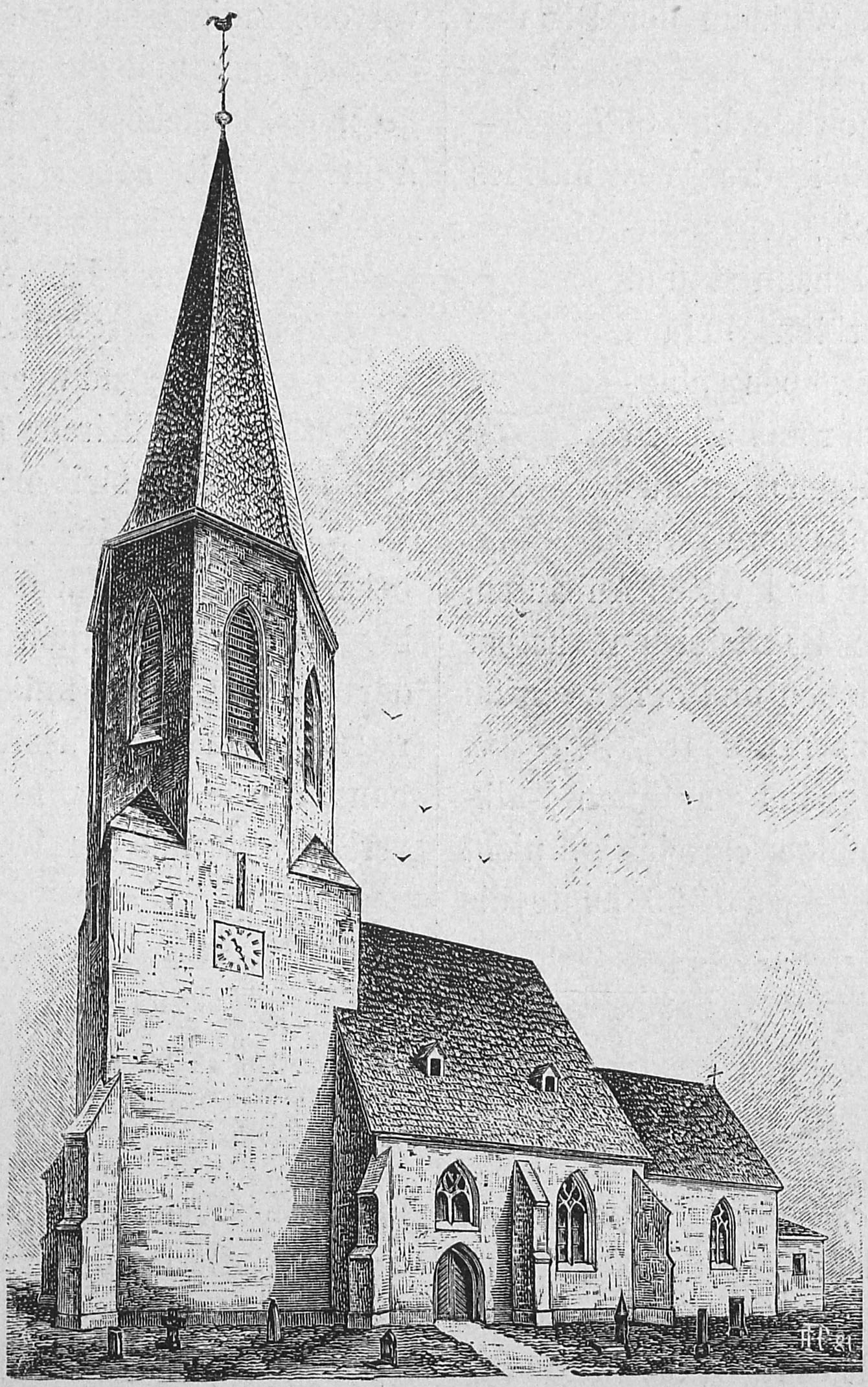
Vorgängerbau von dem ursprünglich der Turm behalten werden sollte

Im 15. oder 16. Jahrhundert wurde die alte Kirche zu einer dreischiffigen gotischen Hallenkirche umgebaut. Hierzu wurden der romanische Turm und der Chorraum beibehalten. 1687 wurde eine Sakristei angebaut.
1841 vermaß der königliche Bauinspektor Niermann die Kirche und nahm sie wie folgt auf:

„Der an der Westseite gelegene Turm hat ein 80 Fuß hohes Mauerwerk im Verhältnis von 29 zu 26 Fuß. Die oberen 25 Fuß sind achteckig, und darauf erhebt sich eine 80 Fuß hohe achteckige Spitze, die aus schweren Eichenbalken gefügt und unten mit Schiefer und oben mit Blei gedeckt ist. Der gesamte Turm ist so hoch, daß er für die weitere Umgebung als Richtziel gilt. Die sich dem Turm anschließende Hallenkirche ist 47 Fuß breit und 38 Fuß lang. Sie wird untere Kirche genannt, hat ein Hauptschiff und zwei Seitenschiffe, die bis zum Schlußstein 25 Fuß hoch sind. Das Gewölbe wird in der Mitte von zwei Pfeilern getragen, je 10 Fuß hoch. Dann schließt sich die obere einschiffige Kirche an. Sie misst in der Länge rund 40 Fuß. An der östlichen, geraden Schlusswand steht eine Sakristei, die 16 und 13 Fuß im Geviert hat. In der Mitte der nördlichen Wand der oberen Kirche ist eine kleine Tür, die ein in Fachwerk gehaltenes Portal hat. Der Haupteingang zur Kirche befindet sich in der Südwand der unteren Kirche. Zwischen dem Turm und den beiden Säulen ist eine Bühne eingebaut, etwa 8 Fuß hoch, 19 Fuß lang und 47 Fuß breit. In der Kirche sind unten 615 und auf der Bühne 203 Sitzplätze. Der Raum ist durch die Sitzplätze so ausgenutzt, daß selbst der Mittelgang nur 4 bis 5 Fuß breit ist.“

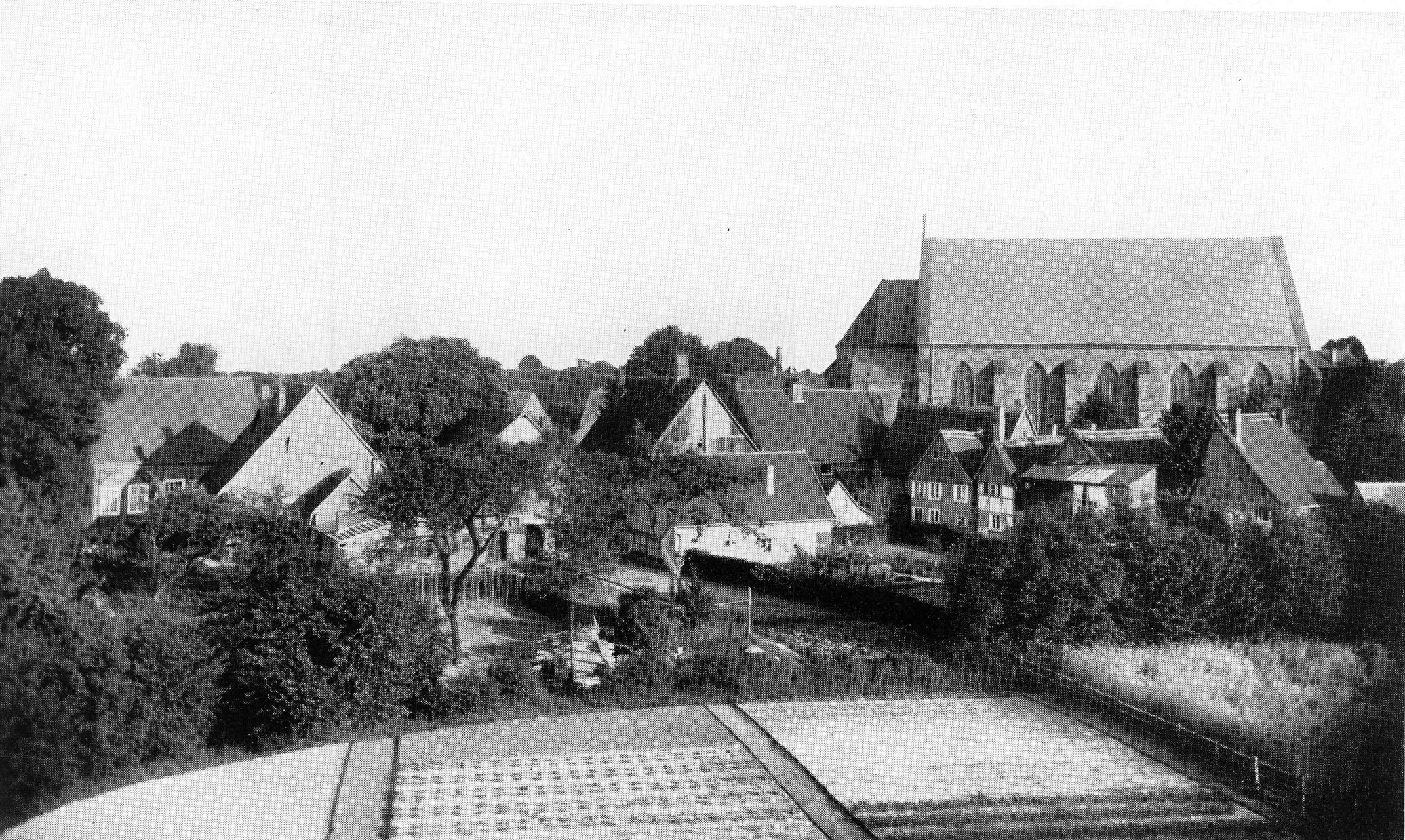
St. Lucia noch ohne Turm vom Neubau des Krankenhauses 1896

Zu Beginn der 1840er Jahre nahm man die Pläne zum Neubau wieder auf. Der königliche Baumeister Kavermann schrieb in einem Gutachten, dass ein Neubau unbedingt notwendig sei. Seitens der Regierung wurde verfügt, dass eine jährliche Kirchenbaurücklage in Höhe von 200 Talern gebildet werden muss. Die Rücklage wurde jedoch nur für zwei Jahre gebildet und die Mittel anderweitig verwendet.
1851 regte der Bischof bei der Firmung in Harsewinkel den Umbau der Kirche an. Er schlug vor, den oberen Teil der Kirche abzureißen und den unteren Teil zu verbreitern. Der Baumeister Emil von Manger wurde beauftragt, entsprechende Pläne zu erarbeiten. Die Kosten wurden auf 7.500 Taler geschätzt, zuzüglich Fuhren und Holz. 1856 munterte der Bischof die Gemeinde wiederum auf, die Kirche umzugestalten. Der Kirchenvorstand führte daraufhin eine Sammlung durch und erzielte Spenden in Höhe von 10.500 Talern. Dieses Ergebnis machte es möglich, die Kirche abzureißen und vollständig neu zu bauen. Aus baugeschichtlichen Gründen wollte man den Turm erhalten.
Die Pläne von von Manger für den Neubau der Kirche maßen 82 Fuß in der Länge und 180 Fuß in der Breite. Er entwarf eine dreischiffige neugotische Kirche mit einer Sakristei in zwei Etagen an der Nordseite. Vom Turm bis zum ersten Pfeiler sollte eine Bühne in die Kirche eingezogen werden. Die Kosten wurden auf 13.640 Taler berechnet und von Manger erhielt den Bauauftrag.
Man begann mit dem Abbruch der alten Kirche und setzte die Grundmauern für den Neubau. Am 23. September 1857 brach nachmittags um 6 Uhr der Kirchturm zusammen. Niemand kam dabei zu Schaden. Untersuchungen durch den Bauingenieur Dykhoff ergaben, dass das Restmauerwerk des Turmes schadhaft war und abgebrochen werden musste. Das Schuttmaterial wurde zur Befestigung der Dorfstraßen verwendet.

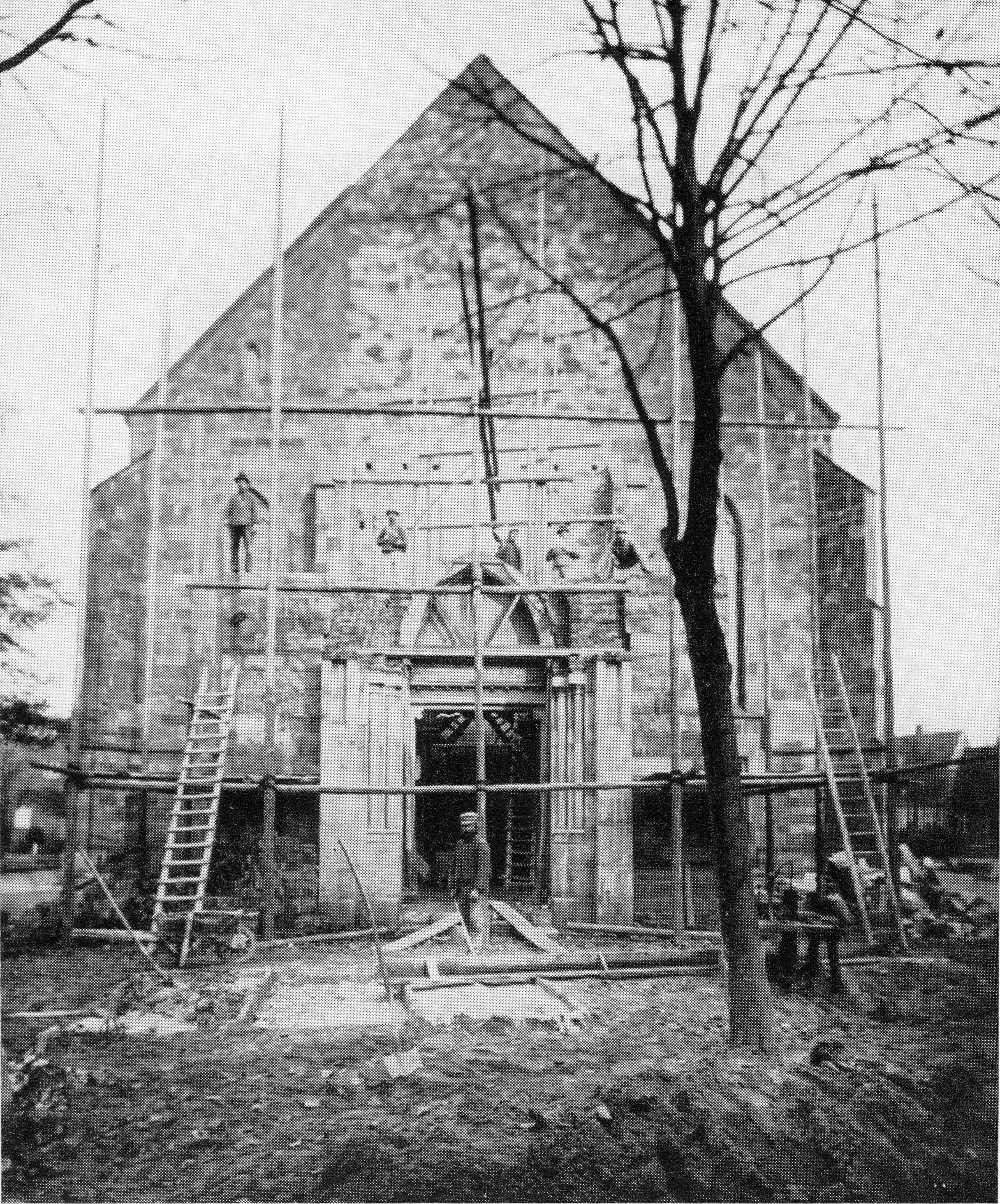
Beginn des Turmneubaus 1903/1904

Zehn Tage später, am 3. Oktober 1857, konnte Bischof Johann Georg Müller den Grundstein legen. Auf sein Anraten hin wurde die Kirche noch etwas höher und breiter errichtet, so dass die geplante Bühne überflüssig war. Durch die größeren Ausmaße erhöhte sich die Bausumme um 4038 Taler. Der Neubau des Turmes wurde auf weitere 7000 Taler geschätzt, so dass eine Summe von 14.178 Talern fehlte. Der Kirchenvorstand beantragte eine Hauskollekte beim Oberpräsidenten der Provinz Westfalen und erzielte mit etwa 70 Kollektanten 4272 Taler, 1 Groschen und 4 Pfennig. Das Ergebnis reichte nicht aus, um auch den Turm neu zu errichten, so dass die Kirche bis 1903/04 ohne Turm war. Am 31. Mai 1860 konnte die neue Kirche eingeweiht werden.
In den Jahren 1903/04 konnte der Turm nach Plänen des Mainzer Architekten Ludwig Becker hinzugefügt werden. 1960 wurde die Kirche den liturgischen Erfordernissen entsprechend restauriert.

### Pfarrdechanten
- 1839–1876: Johann Gerhard Heinrich Hüntmann (* 16. August 1804 in Riesenbeck)
- 1865: Franz Stiene (* in Warendorf)
- 1886–1902: Hermann Tiemann (* 13. Oktober 1838 in Buer)
- 1902–1909: August Nottbeck (* 17. Oktober 1856 in Rorup)
- 1909–1919: Bernhard Möllers (* 24. Januar 1864 in Telgte)
- 1919–1947: Klemens Budde (* 10. September 1871 in Telgte)
- 1947–1967: Theodor Markfort (* 2. März 1893 in Brochterbeck)
- 1967–1991: Franz Gödde (* 19. September 1922 in Haltern-Flaesheim; † 3. Juni 1993)
- 1991–2003: Josef Heisterkamp
- 2003–2017: Wim Wigger (* 1949 in Emmerich am Rhein)[1]

## Baubeschreibung

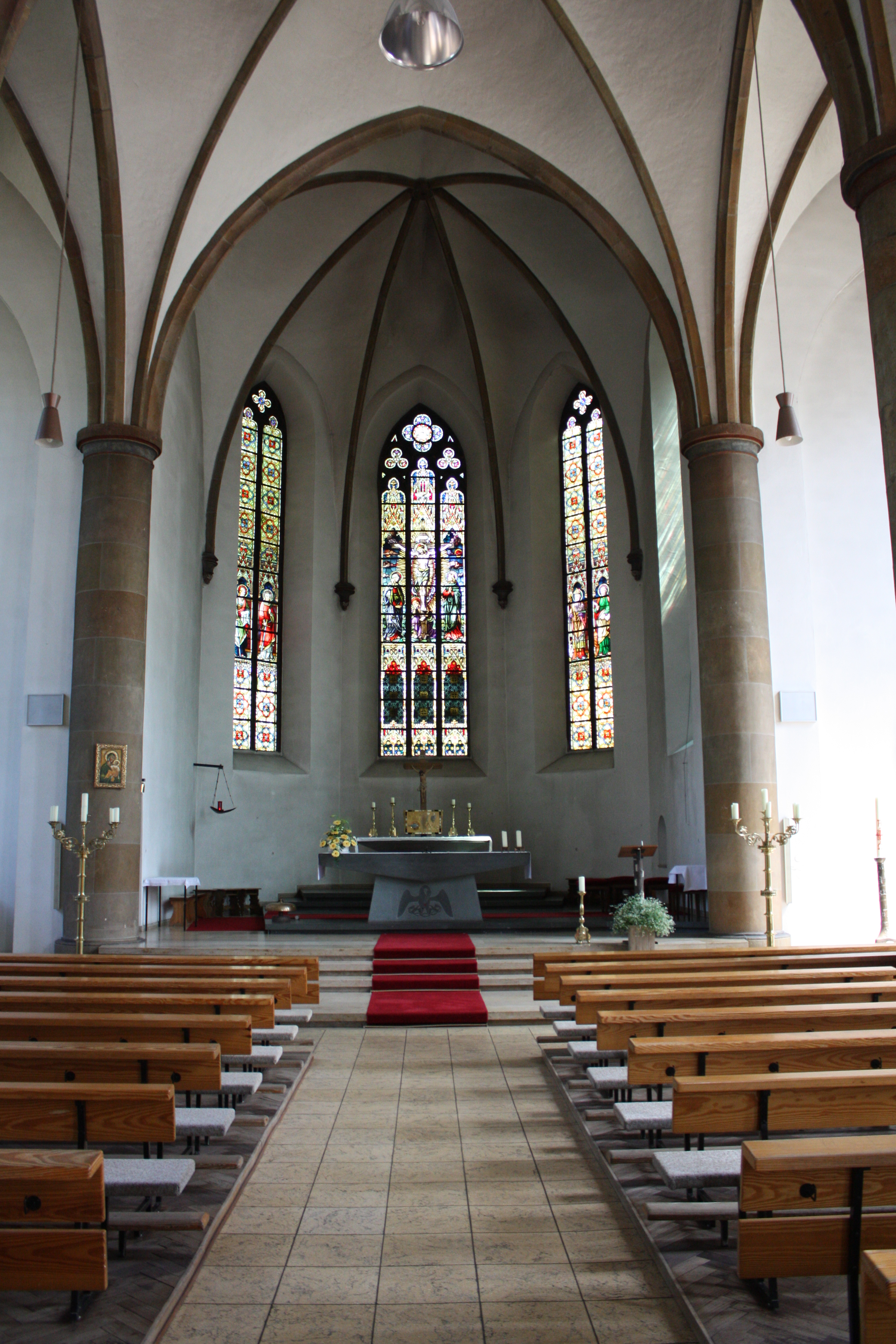
Blick in den Chorraum

Die Pfarrkirche St. Lucia steht zentral in Harsewinkel in einer nicht mehr vollständig erhaltenen Kirchringbebauung. Die geostete Kirche ist eine dreischiffige neugotische Hallenkirche.
Der dreigeschossige Westturm misst eine Höhe von 58,5 m. Über dem Portal thront die Hl. Lucia in einem neugotischen Maßwerkgiebel. Darunter ist Columna es immobilis Lucia sponsa Christi (Du bist eine unbewegliche Säule, Lucia, Braut Christi) zu lesen. Der Hintergrund ist abwechselnd mit Drei- und Vierpässen geschmückt. Am zweiten Geschoss, auf Höhe der heutigen Schatzkammer, ist eine Kreuzigungsgruppe von 1904 angebracht. Ihr Künstler ist der Vater von Hubert Hartmann. Am Fuße des dritten Geschosses befindet sich an drei Seiten die Turmuhr. Nach der Skizze des Mainzer Architekten Ludwig Becker misst der Turm hier 23 Meter. Auf einer Höhe von 32 Metern beginnt der Turmhelm. Er wird von vier achteckigen Türmchen flankiert und von einem Kreuz mit Wetterhahn bekrönt.
Das Langhaus erstreckt sich über fünf Joche an die sich im Osten eine Chorapsis mit 5/8-Schluss anschließt. Das neugotische Deckengewölbe lastet auf acht Rundpfeilern sowie vier Halb- und Ecksäulen. In den je fünf Jochen der Seitenschiffe befinden sich Buntglasfenster, die verschiedenste Heiligenfiguren zeigen. Neben der Patronin St. Lucia sind Liudger, erster Bischof von Münster, St. Agatha und St. Cäcilia dargestellt. Der Chorraum ist um vier Stufen erhöht. Hinter dem Zelebrationsaltar befindet sich die Mensa des alten Hochaltares, worauf heute der Tabernakel ruht. Die Apsis hat drei Fenster, von denen das mittlere die Kreuzigungsszene zeigt. Im Osten des nördlichen Seitenschiffes schließt sich die Sakristei an, die einen direkten Zugang zum Chorraum hat. Im südlichen Pendant befindet sich die Heizungsanlage.

## Ausstattung

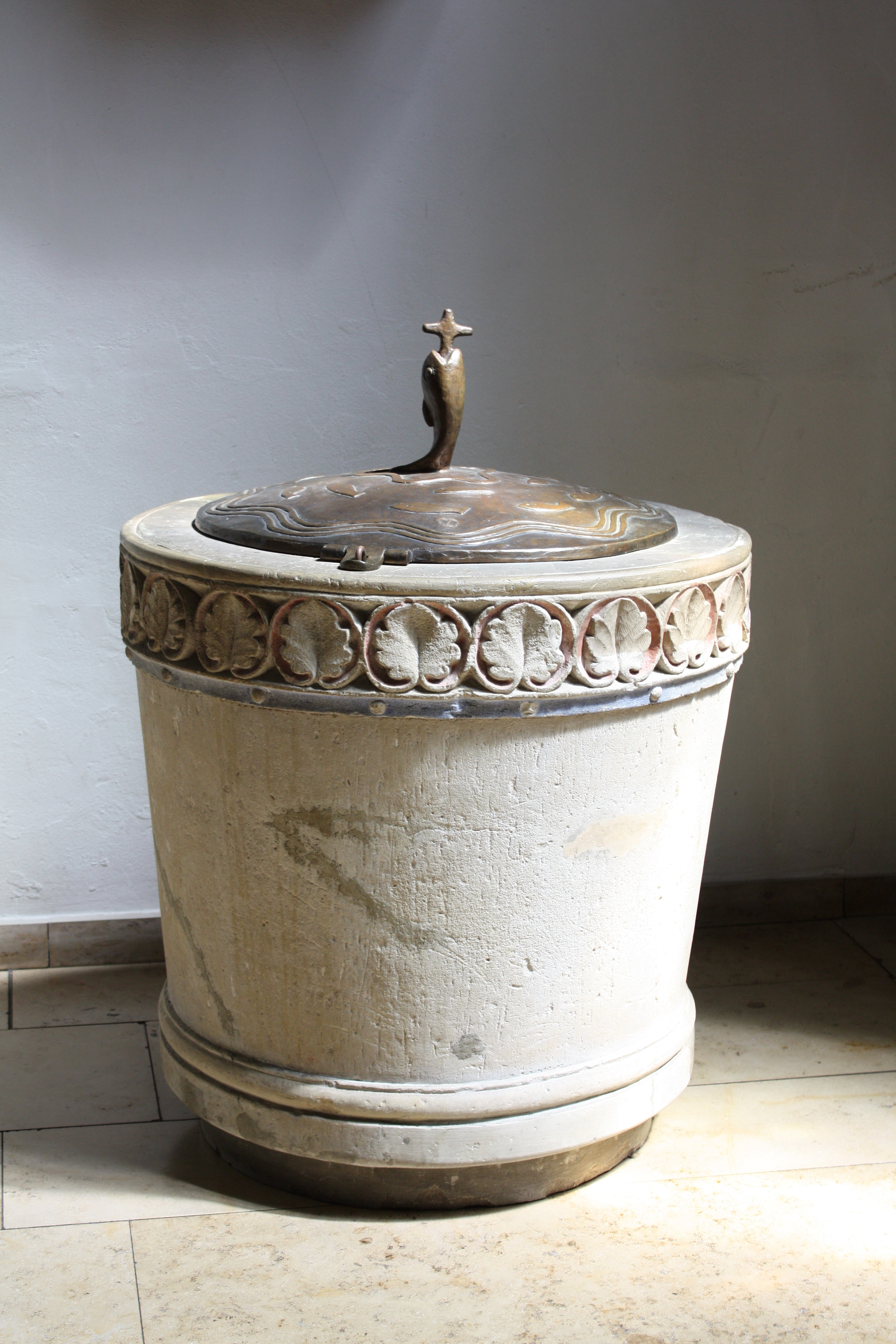
Romanischer Taufstein aus dem elften Jahrhundert

Ältestes Ausstattungsstück der St.-Lucia-Kirche ist ein romanischer Taufstein mit einem umgebenden Blattfries am oberen Rand. Er stammt aus der Zeit um 1300 und wurde 1960 durch Hubert Hartmann renoviert. Dabei erhielt er den bronzenen Deckel.
Östlich der beiden Seitenschiffe stehen zwei Seitenaltäre, die in den 1960er Jahren von Hubert Hartmann neu gestaltet wurden. Über dem linken Altar befindet sich eine Marienfigur auf einer Mondsichel. Darüber schweben zwei Engel, die eine Krone tragen. Der rechte Seitenaltar ist dem heiligen Josef geweiht. Die figürliche Darstellung ist von einem doppelten Heiligenschein bekrönt und hält in der linken Hand eine Säge. Zu seiner Rechten steht der Knabe Jesus mit Heiligenschein und einem Buch in der Hand.
Weitere Werke von Hubert Hartmann sind der Kreuzweg, welcher entlang der Außenwände der Kirche angebracht ist, sowie der Tabernakel hinter dem Hauptaltar. An Gemälden finden sich eine Pietà eines unbekannten Künstlers im Stil des Peter Paul Rubens sowie ein Bild der Marienkrönung, welches sich im ehemaligen Hochaltar befand.

### Orgel
Die Orgel wurde 1963 von der Orgelbaufirma Klais (Bonn) erbaut. Das Schleifladen-Instrument hat 38 Register (2728 Pfeifen) auf drei Manualwerken und Pedal. Die Spieltraktur ist mechanisch, die Registertraktur ist elektrisch.
| I Rückpositiv C–g3 |                 |         |
| 1.                 | Holzgedackt     | 08'     |
| 2.                 | Quintade        | 08'     |
| 3.                 | Venezianerflöte | 04'     |
| 4.                 | Prinzipal       | 02'     |
| 5.                 | Terz            | 01 3⁄5' |
| 6.                 | Sifflöte        | 01 ⁄3'  |
| 7.                 | Cymbel III-IV   | 02⁄3'   |
| 8.                 | Musett          | 08'     |

| II Hauptwerk C–g3 |                |        |
| 9.                | Pommer         | 16'    |
| 10.               | Principal      | 08'    |
| 11.               | Gemshorn       | 08'    |
| 12.               | Oktav          | 08'    |
| 13.               | Rohrgedackt    | 04'    |
| 14.               | Quinte         | 02 ⁄3' |
| 15.               | Hohlflöte      | 02'    |
| 16.               | Mixtur V       | 02'    |
| 17.               | Acuta III      | 01⁄3'  |
| 18.               | Span. Trompete | 08'    |

| III Schwellwerk C–g3 |                 |        |
| 19.                  | Rohrflöte       | 08'    |
| 20.                  | Spitzgedackt    | 08'    |
| 21.                  | Principal       | 04'    |
| 22.                  | Spillflöte      | 04'    |
| 23.                  | Schweizerpfeife | 02'    |
| 24.                  | Oktävchen       | 01'    |
| 25.                  | Sesquialter II  | 01 ⁄3' |
| 26.                  | Scharff IV      | 01 ⁄3' |
| 27.                  | Dulcian         | 16'    |
| 28.                  | Schalmey        | 08'    |
| 29.                  | Kopftrompete    | 04'    |

| Pedalwerk C–f1 |               |        |
| 30.            | Principal     | 16'    |
| 31.            | Subbass       | 16'    |
| 32.            | Octav         | 08'    |
| 33.            | Bassflöte     | 08'    |
| 34.            | Nachthorn     | 02'    |
| 36.            | Hintersatz IV | 02 ⁄3' |
| 37.            | Posaune       | 16'    |
| 38.            | Trompete      | 08'    |

- Koppeln: I/II, III/I, III/II, I/P, II/P, III/P

### Glocken
Vor dem Zweiten Weltkrieg hatte die Lucia-Kirche in Harsewinkel vier Glocken. Zwei davon musste die Pfarrgemeinde vom Turm holen, die beiden ältesten Glocken von 1354 und 1511 durften wegen ihres Alters in Harsewinkel verbleiben. 1947 fand man die beiden verschollenen Glocken auf dem Glockenfriedhof in Hamburg wieder und brachte sie zurück nach Harsewinkel. . 1946/47 stellte man das Material für den Guss von drei neuen Glocken bereit. Somit befinden sich folgende Glocken im Kirchturm der St. Lucia-Kirche:
| Nr. | Name         | Gussjahr      | Gießerei                   | Durchmesser (mm) | Masse (kg) | Schlagton (HT-1/16) | Inschrift |
| --- | ------------ | ------------- | -------------------------- | ---------------- | ---------- | ------------------- | --- |
| 1   | Hl. Johannes | 1947          | Petit & Edelbrock, Gescher | 159 cm           |            | c1                  | |
| 2   |              | 1511          | H. Vogel                   | 130 cm           |            | d1                  | Gode sye loff und ehre / Dorch myn geluet ick dat vermehre, / Sunte Anna bin ick genannt. / Myn gelüde sy gode bekannt. / MVCXI               |
| 3   | Hl. Lucia    | 1947          | Petit & Edelbrock, Gescher | 124 cm           |            | e1                  | |
| 4   |              | 1354          | unbekannt                  | 110 cm           |            | g1                  | FUNERA DEPLAGO / PLEBE VOCO / FULGURA FRAGO. MCCCLIIII. (Übersetzung: Die Toten verkünde ich, das Volk rufe ich, die Blitze breche ich. 1354) |
| 5   | Gottesmutter | 1947          | Petit & Edelbrock, Gescher | 92 cm            |            | a1                  | |
|     | Marienglocke | um 1680       |                            |                  |            |                     | |
|     | Hl. Lucia    | 24. Juli 1674 |                            |                  |            |                     | |

### Schatzkammer

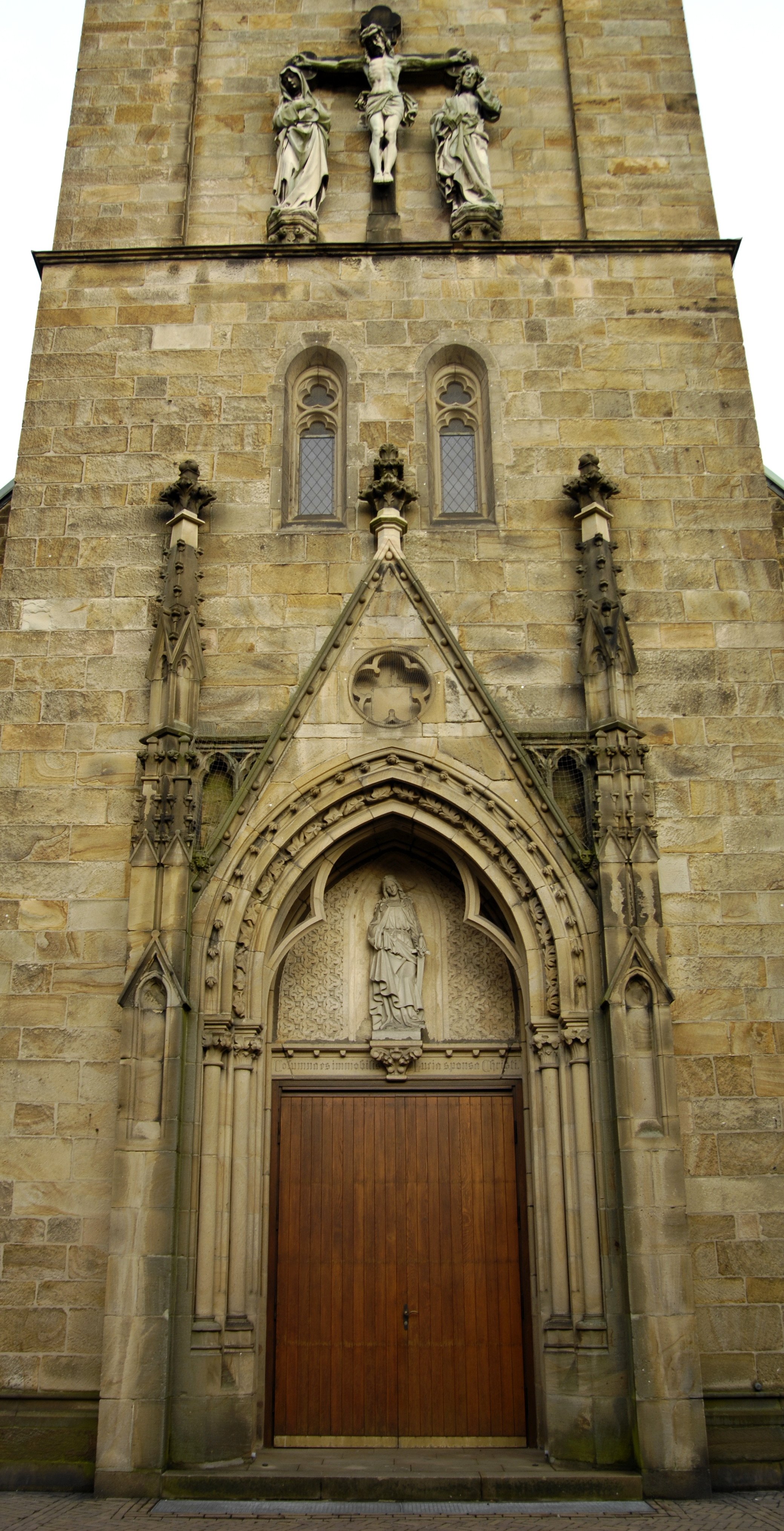
Portal

Im August 2007 konnte im Glockenturm der Kirche eine Schatzkammer eingerichtet werden, in der unter anderem 14 historische Fahnen ausgestellt werden. In dem ehemaligen Abstellraum der Kirche lagerten verschiedenste Dinge, darunter auch die Fahnen, die man aus der Kirche entfernt hatte. Das Institut für historische Textilien in Köln restaurierte die Fahnen. Mit finanzieller Unterstützung durch die Stadt Harsewinkel, des Landes Nordrhein-Westfalen und des Bistums Münster konnten die Vitrinen angeschafft werden.

## Brauchtum
Am Ostersonntag treffen sich einige Männer morgens um drei Uhr zum Riärtern vor der Kirche. Mit dem letzten Glockenschlag startet der Umzug mit lauten Holzrasseln durch die Harsewinkler Innenstadt. Dabei singen sie: Staoht up, Christus, de Härr, will auk upstaohn! (Steht auf, Christus, der Herr, wird auch aufstehen).
Am 3. September 1662 brannten in Harsewinkel 72 Häuser ab. 1679 brannten 26 Häuser und 1716 46 Häuser. Danach legten die Harsewinkler Bürger das Gelübde ab, alljährlich am Sonntag nach Mauritius im September eine Brandprozession abzuhalten.

## Einrichtungen

### St. Lucia Hospital

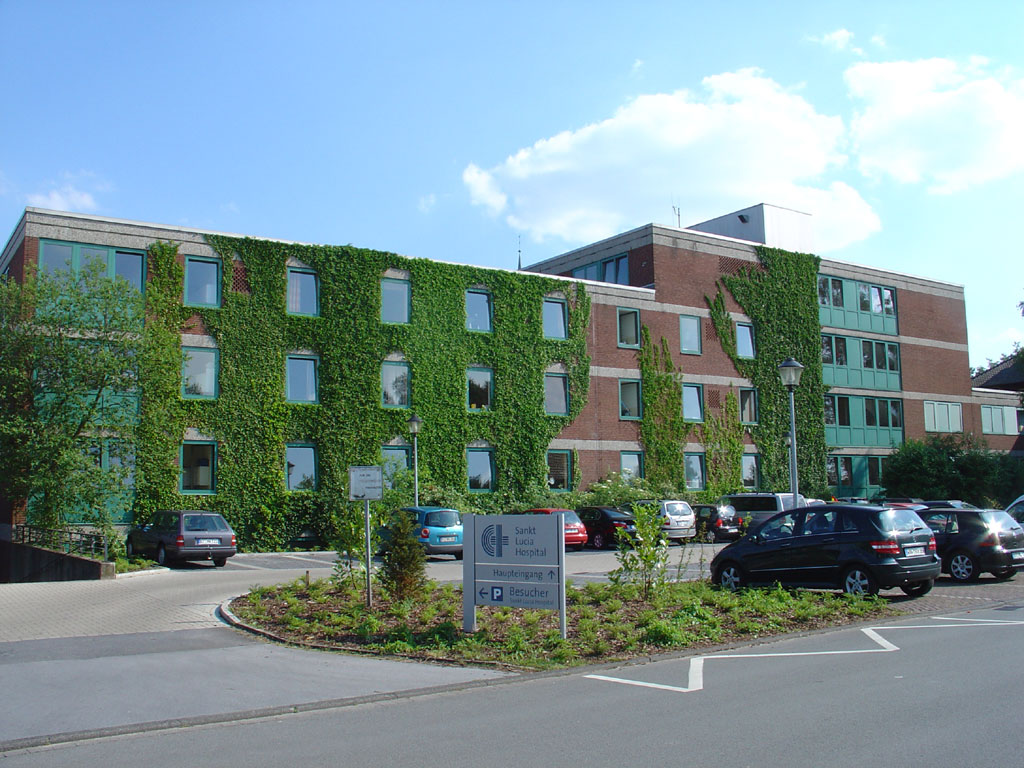
Bettenhaus des St. Lucia-Hospitals in Harsewinkel

Das St. Lucia Hospital wurde 1899 gegründet und mit 20 Betten eröffnet. Als Stifter des Hauses, welches auch als Alten- und Pflegeheim diente, gilt das Ehepaar Leinkenjost. 1910 konnte das Krankenhaus erstmals erweitert werden und fasste nun 50 Betten. Im Krankenhaus waren fünf Mauritzschwestern für die Krankenpflege sowie Haushalt und Garten zuständig. Weitere Erweiterungen erfolgten 1930 und 1962. Heute ist das Krankenhaus dem Elisabeth-Krankenhaus in Gütersloh angegliedert und hat die Geriatrie als Behandlungsschwerpunkt.
Das Krankenhaus ist Eigentum eines am 22. Mai 1899 eingetragenen Vereins, der von einem zehnköpfigen Kuratorium verwaltet wird. Den Vorsitz führt der Pfarrdechant.
Leitende Ärzte waren beziehungsweise sind:
- Dr. Franz Hecker (1909–1917)
- Dr. Theodor Bierbaum (1917–1927)
- Dr. Heinrich Pieke (1927–1945)
- Dr. Arnold Zurbrüggen (1944–1960)
- Dr. Hans Strake (1961–1980)
- Dr. Hans Georg Hoff (1983–1987)
- Dr. Djamil Rechid (1987–1999)
- Dr. Kurt Henrich (seit 1999).

### Franziskusschwestern

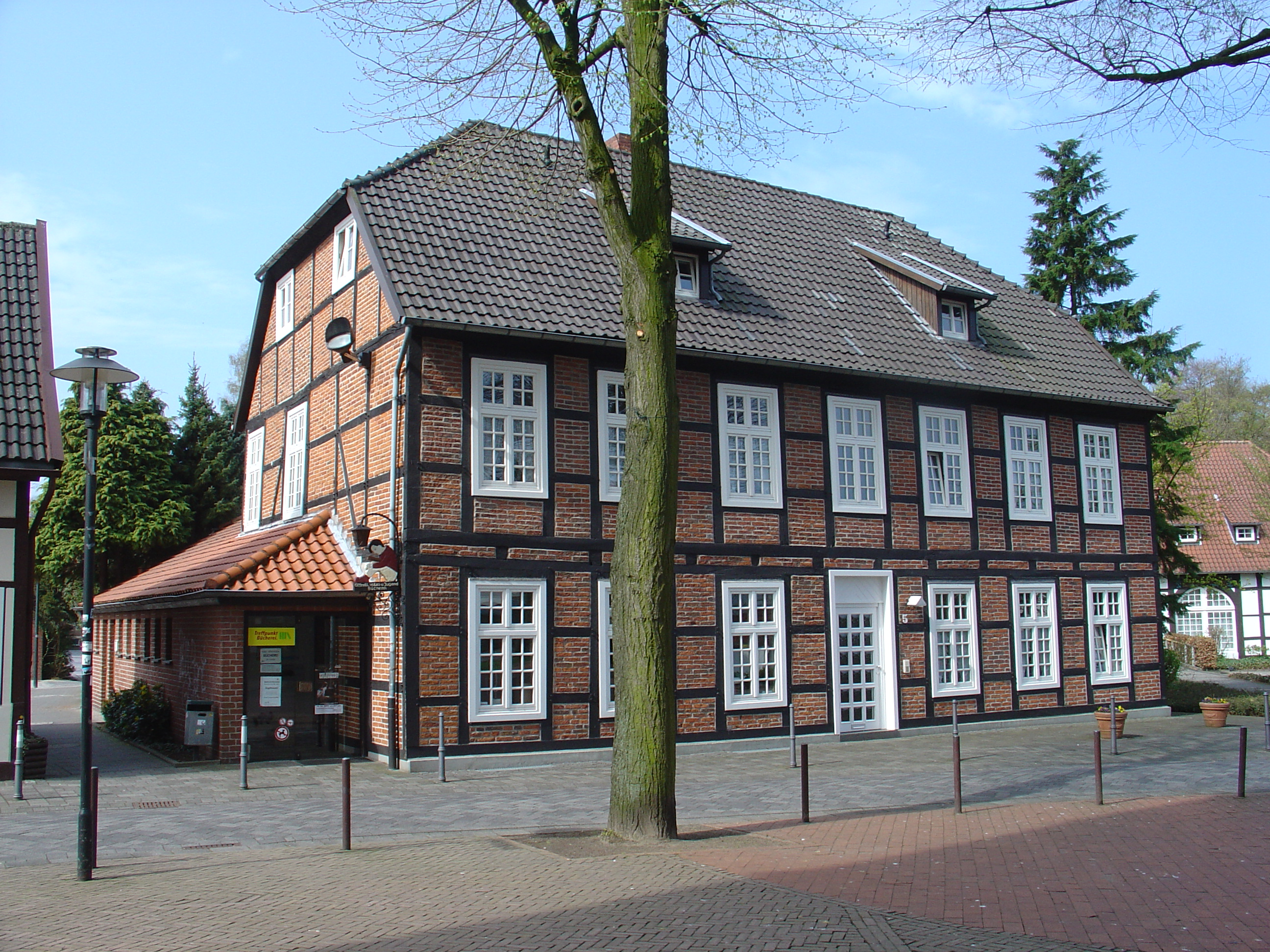
Die ehemalige Mädchenschule wurde 1812 errichtet

Die unverheiratete und kinderlose Sophie Bitter vermachte im August 1922 ihr Wohnhaus und das Grundstück dem Franziskanerkloster in Warendorf. Der Nachlass sollte für Schwestern der Familienpflege verwendet werden. Am 7. April 1931 konnte dort ein Kindergarten für 70 Kinder eingerichtet werden. Die Einweihung erfolgte im Mai des Jahres. Im Februar 1936 zogen die Schwestern in die ehemalige Mädchenschule am Kirchplatz, welches von nun an als Clemensheim bezeichnet wurde.